# 高庄子站 (石嘴山市)
高庄子站是位于宁夏回族自治区石嘴山市平罗县高庄子乡的一个铁路车站，邮政编码753406。车站建于1989年，有包兰铁路经过该站，车站及其上下行区间均为电气化区段。车站距离包头站473公里，隶属兰州铁路局，是五等站。该站已经在包兰线惠农至银川段增建第二线的工程中撤销。